# ليندا إيفانز
ليندا إيفانز (بالإنجليزية: Linda Evans)‏ (و. 1942 – م) هي ممثلة تلفزيونية، وممثلة، من الولايات المتحدة الأمريكية، ولدت في هارتفورد، كونيتيكت.

## وصلات خارجية
- ليندا إيفانز على موقع IMDb (الإنجليزية)
- ليندا إيفانز على موقع ألو سيني (الفرنسية)
- ليندا إيفانز على موقع ميوزك برينز (الإنجليزية)
- ليندا إيفانز على موقع تيرنر كلاسيك موفيز (الإنجليزية)
- ليندا إيفانز على موقع أول موفي (الإنجليزية)
- ليندا إيفانز على موقع قاعدة بيانات برودواي على الإنترنت (الإنجليزية)
- ليندا إيفانز على موقع قاعدة بيانات الأفلام السويدية (السويدية)
- ليندا إيفانز على موقع إن إن دي بي (الإنجليزية)
- ليندا إيفانز على موقع ديسكوغز (الإنجليزية)
- ليندا إيفانز على موقع قاعدة بيانات الفيلم (الإنجليزية)